# Sharpay Evans
Sharpay Evans è un personaggio immaginario creato dallo sceneggiatore Peter Barsocchini per la Walt Disney Company, interpretato da Ashley Tisdale; è l'antagonista del franchise High School Musical. È inoltre la protagonista del film Sharpay's Fabulous Adventure, facente parte del medesimo franchise. Nel 2009 l'attrice e cantante Ashley Tisdale ha vinto il premio Mtv Movie Adwards, per miglior attrice protagonista nel film High School Musical dove ha interpretato appunto Sharpay.

## Il personaggio
In High School Musical Sharpay viene definita la "Ice Princess", ovvero la principessa di ghiaccio per i suoi modi di fare molto snob e superiori. Ha sempre cercato di apparire agli occhi di Troy, ma il posto le verrà rubato dalla nuova alunna della scuola, Gabriella. Sharpay è una ragazza dal carattere egocentrico, vanitoso e snob. Nel secondo film, il suo piano per l'estate è quello di passare le intere giornate al country club dei suoi genitori, il Lava Springs. Il suo piano è quello di far ingolosire Troy con delle eccezionali proposte per il suo futuro e di cantare con lui al Talent Show del country club in modo che i Wildcats non saranno con lui nel numero. Tutto ciò perché pensa che Troy e Gabriella insieme abbiano complottato affinché lei e suo fratello gemello, Ryan Evans, non si esibissero al musical invernale "Twinkle Town". Quando Ryan scopre che la sorella non si esibirà con lui al Talent Show decide di iniziare a frequentare i Wildcats per formare un numero con loro, ma alla fine Gabriella e Troy cantano assieme Everyday. Nel terzo film Sharpay è sempre la regina incontrastata della scuola e assume Tiara Gold come assistente e aiutante in quanto molto impegnata a preparare gli esami dell'ultimo anno. Farà in modo che Troy scopra che Gabriella non parteciperà al musical di fine anno facendo momentaneamente allontanare i due e sostituendo la ragazza nel ruolo di protagonista dello show. Alla fine scoprirà che Tiara ha sempre e solo voluto distruggere Sharpay per avere il suo ruolo nel musical e che, anziché essere una timida studentessa londinese, è una delle più promettenti alla London Academy of Dramatic Arts. Dopo un momentaneo sconforto, Sharpay si riprende, scalza Tiara dal palco e decide di frequentare l'università di Albuquerque così da aiutare la signora Darbus nella gestione del Drama Club col titolo di co-direttrice (ruolo a cui ambiva fortemente Tiara).